# WWAN
WWAN, (англ. Wireless Wide Area Network) — беспроводная глобальная вычислительная сеть, разновидность беспроводных компьютерных сетей для доступа в интернет.

## Организация сети
Глобальные беспроводные сети WWAN отличаются от локальных беспроводных сетей WLAN тем, что для передачи данных в них используются беспроводные технологии сотовой связи, такие как UMTS, GPRS, CDMA2000, GSM, CDPD, Mobitex, HSDPA, 3G или WiMAX (хотя последнюю правильнее относить к WMAN — беспроводным сетям масштаба города). Соответствующие услуги связи предлагаются, как правило, на платной основе операторами регионального, национального или даже глобального масштаба. Технологии WWAN дают возможность пользователю, например, с ноутбуком и WWAN-адаптером получать доступ к Всемирной паутине, пользоваться электронной почтой и подключаться к виртуальным частным сетям из любой точки в пределах зоны действия оператора беспроводной связи. Многие современные портативные компьютеры имеют встроенные адаптеры WWAN (например, HSDPA).
С точки зрения видов коммутации в сетях передачи данных сети WWAN могут быть построены на основе следующих принципов: 
- коммутации пакетов (GPRS);
- коммутации каналов (CSD, HSCSD).

## Безопасность
Поскольку беспроводные сети не могут обеспечить физически безопасного канала передачи данных, в сетях WWAN для обеспечения безопасности, как правило, используются различные средства шифрования и аутентификации. Данные меры безопасности не следует, однако, переоценивать, поскольку уже известны случаи успешного взлома некоторых видов ключей шифрования в беспроводных сетях, а возможность взлома ключей GSM обоснована теоретически. Впрочем, случаев взлома ключей UMTS (3G) пока не известно.

## Примеры
В Российской Федерации примерами операторов сетей WWAN могут служить Билайн, МегаФон, МТС, T2, Скай Линк, Скартел («Yota»).